# Alameda del Valle
Alameda del Valle település Spanyolországban, Madrid tartományban. Alameda del Valle Canencia, Collado Hermoso, Pinilla del Valle, Rascafría, Santo Domingo de Pirón és Sotosalbos községekkel határos. Lakosainak száma 255 fő (2024).

## Népesség
A település lakosságának változását az alábbi diagram mutatja:
| Lakosok száma | 193  | 206  | 244  | 237  | 243  | 224  | 199  | 200  | 241  | 255  |
|               | 2001 | 2004 | 2007 | 2009 | 2012 | 2014 | 2017 | 2019 | 2022 | 2024 |